# FN Tricar

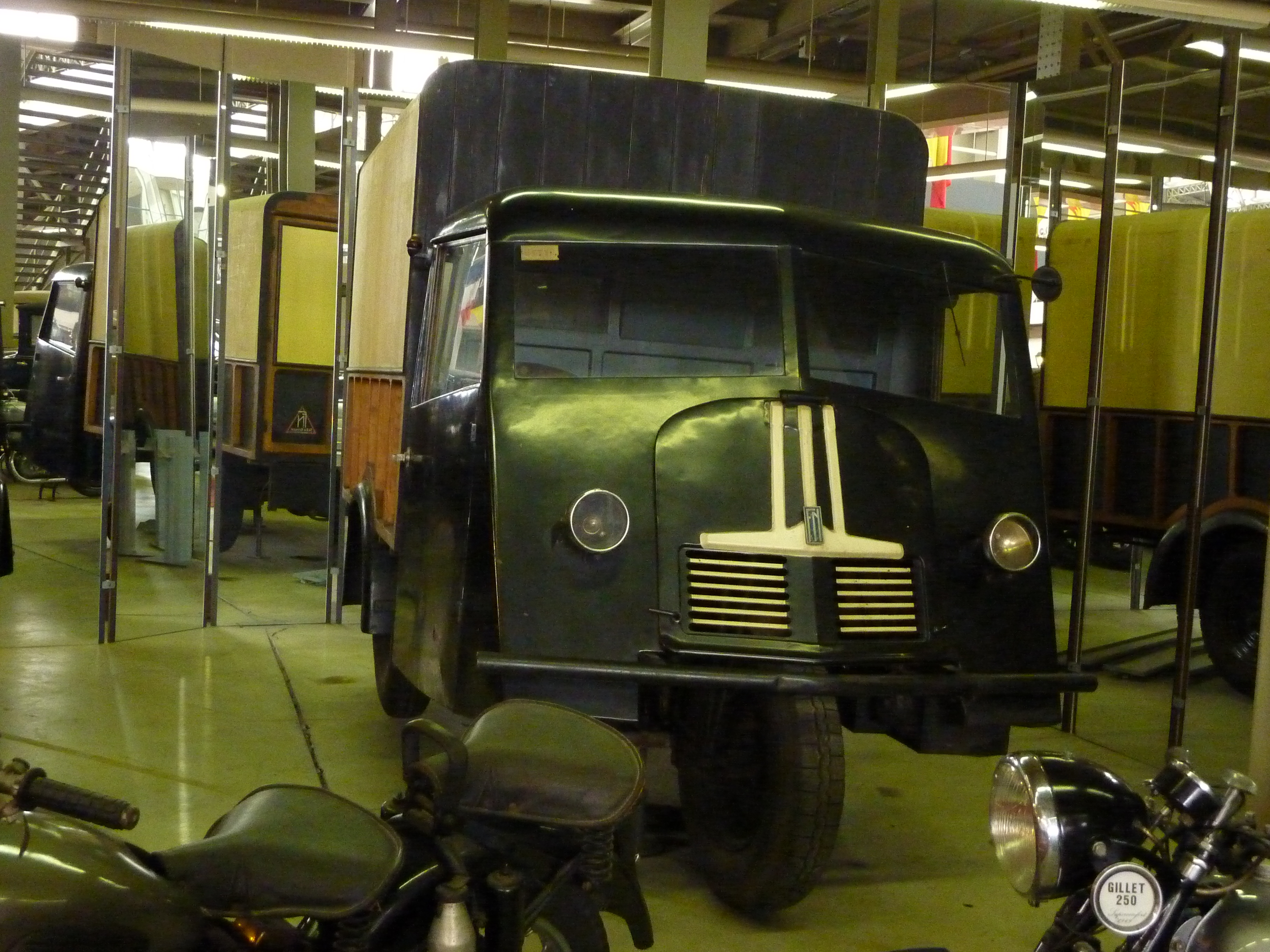
FN Tricar 1947

FN Tricar era uma motocicleta militar de origem belga.
Introduzido em 1939, o FN ( Fabrique Nationale ) Tricar T3 foi bem recebido pelo exército belga ( apenas três Tricars parecem ter sido exportado: a América do Sul e Índias Orientais Holandesas ) . Cerca de 331 unidades foram encomendadas e parcialmente entregue antes de Maio de 1940.
Basicamente, o Tricar poderia transportar uma carga de 550 kg ou cinco soldados , incluindo o condutor . O veículo foi obtido a partir da combinação da motocicleta / side-car FN M12 bem sucedida .
Várias versões do Tricar existiu , desde Utility / Pessoal / Ammo transportadora / Repair ( Atelier móvel de depannage moto / mecanicien d' escadron ) e também portadores de metralhadora ( Maxim ) em serviço , por exemplo com a bicicleta - Carbiniers ( Carabiniers - Cyclistes ) . Verdadeiramente um polivalente e design resistente, as possibilidades de conversão do Tricar eram enormes. Houve até um protótipo blindado. FN -se operou uma de combate a incêndios Tricar para seu próprio firebrigade fábrica.
A mais oitenta e oito Tricars foram encomendados com FN em fevereiro de 1940 ( para entrega em julho daquele ano ) . Estes foram para montar uma FN- Hotchkiss 13,2 milímetros arma pesada máquina anti -aérea. Infelizmente para o exército belga, esses veículos de combate altamente utilizáveis não iria ser entregue a tempo.